# 保罗·施吕特
保罗·施吕特（丹麥語：Poul Schlüter，1929年4月3日 - 2021年5月27日）丹麦政治家，曾任丹麦首相（1982年－1993年），为丹麦保守人民党籍。
施吕特1957年毕业于丹麦哥本哈根大学，获法律学位。
施吕特1964年当选议员，1974年－1977年和1981年－1993年担任保守人民党主席，1982年出任首相，成為首位保守党首相，領導中右翼聯合政府。
施吕特曾任欧洲议会议员(1971－1974)和北欧理事会丹麦代表团团长，并任理事会常务委员会成员(1978－1979)。
1993年他从首相位上退休，1994年－1999年再任欧洲议会议员。
施吕特的自传——"Sikken et liv" (What a Life生活)，1999年出版。

## 荣誉

### 丹麦勋章奖章
- 金质格陵兰贡献奖章（丹麥語：Nersornaat）（丹麦属格陵兰，1989年6月21日[2]）

### 外国勋章奖章
- 恩里克王子大十字勋章（葡萄牙語：Ordem do Infante D. Henrique）（葡萄牙，1987年10月31日公布[3]）
- 一等圣母玛利亚之地十字勋章（英语：Order of the Cross of Terra Mariana）（爱沙尼亚，2003年2月3日批准，2003年2月24日颁发[4]）